# Komisariat Straży Celnej „Podłęże Szlacheckie”

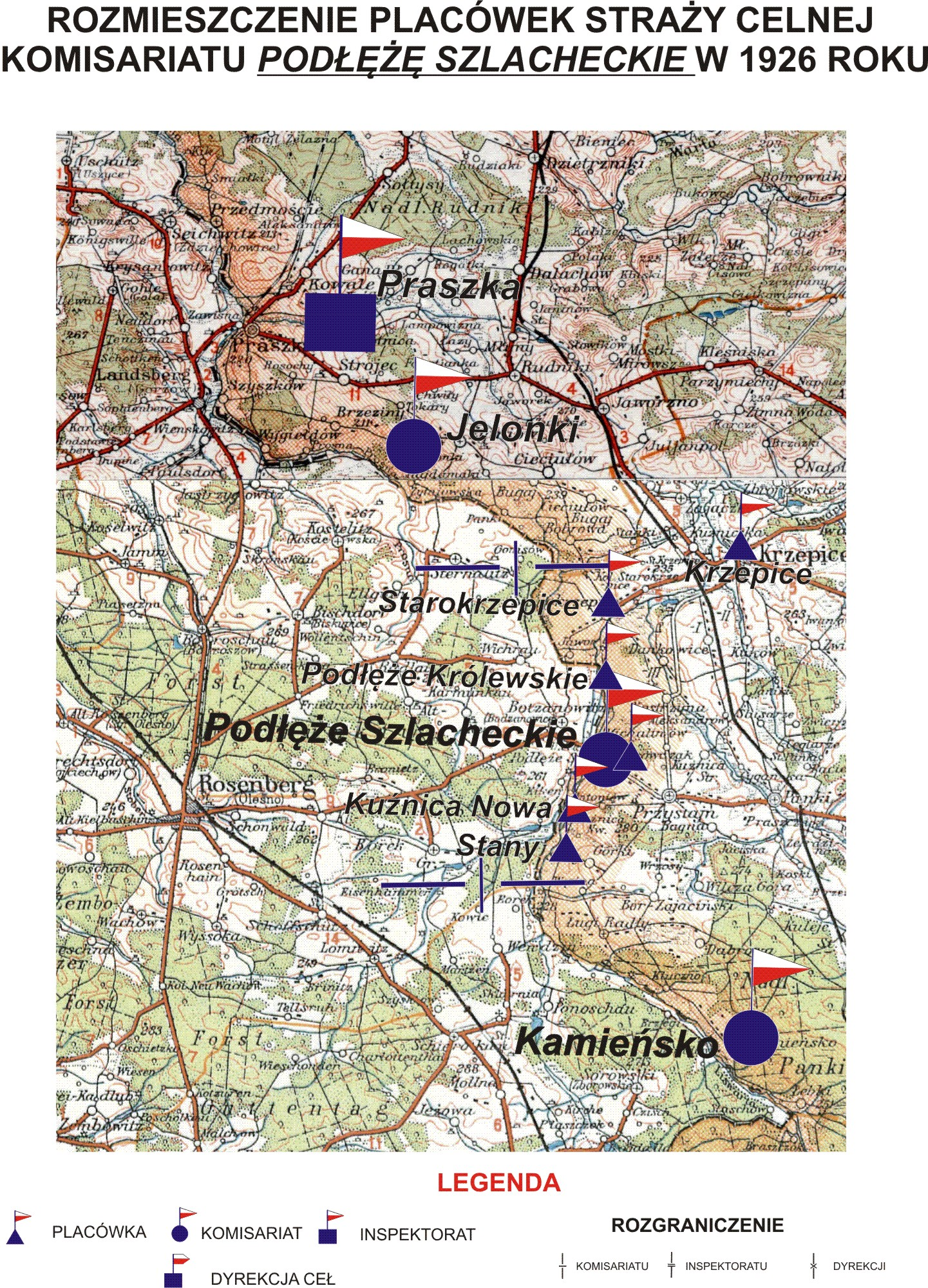
Rozmieszczenie placówek SC Komisariatu Podłęże Szlacheckie w 1926

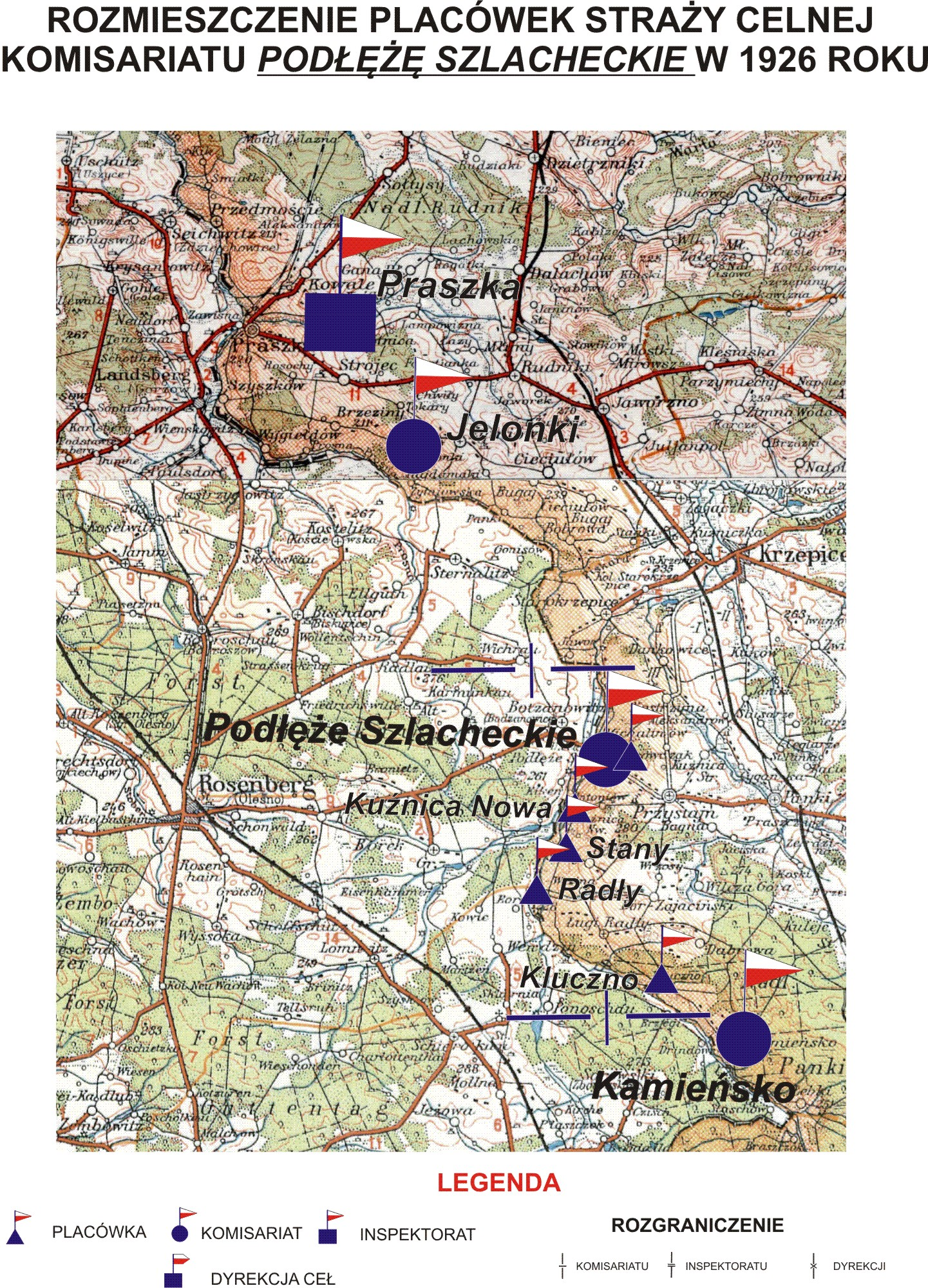
Rozmieszczenie placówek SC Komisariatu Podłęże Szlacheckie w 1928

Komisariat Straży Celnej „Podłęże Szlacheckie” – jednostka organizacyjna Straży Celnej pełniąca służbę ochronną na granicy polsko-niemieckiej w latach 1921–1927.

## Formowanie i zmiany organizacyjne
Na wniosek Ministerstwa Skarbu, uchwałą z 10 marca 1920 roku, powołano do życia Straż Celną. Od połowy 1921 roku jednostki Straży Celnej rozpoczęły przejmowanie odcinków granicy od pododdziałów Batalionów Celnych. Proces tworzenia Straży Celnej trwał do końca 1922 roku. Komisariat Straży Celnej „Podłęże Szlacheckie”, wraz ze swoimi placówkami granicznymi, wszedł w podporządkowanie Inspektoratu Straży Celnej „Praszka”.
Po reformie komisariat Straży Celnej „Podłęże Szlacheckie” wchodził w skład Inspektoratu Granicznego „Praszka”, a na podstawie rozkazu Śląskiego Inspektoratu Okręgowego w Mysłowicach z 23 stycznia 1928 roku wcielony został do nowo zorganizowanego Inspektoratu Granicznego „Lubliniec”. Kierownikiem komisariatu był komisarz SC Stefan Leśniak. 
Z dniem 27 kwietnia 1928 roku placówki I linii „Radły”, „Ługi” i „Kluczno” należące do komisariatu Straży Celnej „Kamieńsko” zostały przydzielone do komisariatu „Panki”, a z dniem 1 maja utworzono placówkę  II linii „Podłęże Szlacheckie”.
Z dniem 30 maja zlikwidowano placówki I linii „Ługi”, „Podłęże Szlacheckie”, „Kuźnica Nowa” i „Radły”, a utworzona została placówka II linii „Panki”.
Rozkazem nr 4 z 30 kwietnia 1928 roku w sprawie organizacji Śląskiego Inspektoratu Okręgowego dowódca Straży Granicznej gen. bryg. Stefan Pasławski powołał komisariat Straży Granicznej „Herby” z podkomisariatem „Panki”.
5 lipca 1928 komisariat SC „Podłęże Szlacheckie” przemianowany został na podkomisariat Straży Granicznej „Panki”. Obowiązki kierownika podkomisariatu pełnił przodownik Andrzej Łabuszek, a od 17 lipca 1929 roku  kierownikiem mianowany został podkomisarz Tomasz Steciak.
Z dniem 17 sierpnia 1928 zlikwidowana została placówka II linii „Truskolasy”.
Jesienią 1929 roku podkomisariat Straży Granicznej „Panki” został przemianowany na komisariat Straży Granicznej.

## Służba graniczna
Sąsiednie komisariaty
- komisariat Straży Celnej „Jelonki”  ⇔ komisariat Straży Celnej „Kamińsko” − 1926

## Funkcjonariusze komisariatu
Obsada personalna w 1927:
- kierownik komisariatu – komisarz Stefan Leśniak
- pomocnik kierownika komisariatu – przodownik Andrzej Łaburzek (608)

## Struktura organizacyjna
Organizacja komisariatu w 1926 roku:
- komenda komisariatu – Podłęże Szlacheckie
- placówka Straży Celnej „Stany”
- placówka Straży Celnej „Kuźnica Nowa”
- placówka Straży Celnej „Podłęże Szlacheckie”
- placówka Straży Celnej „Podłęże Królewskie”
- placówka Straży Celnej „Starokrzepice”
- placówka Straży Celnej II linii „Krzepice”

Organizacja komisariatu w 1928 roku:
- placówka Straży Celnej I linii „Podłęże Szlacheckie”
- placówka Straży Celnej I linii „Stany”
- placówka Straży Celnej I linii „Kluczno”
- placówka Straży Celnej I linii „Kuźnica Nowa”
- placówka Straży Celnej I linii „Radły”